# Intercooler

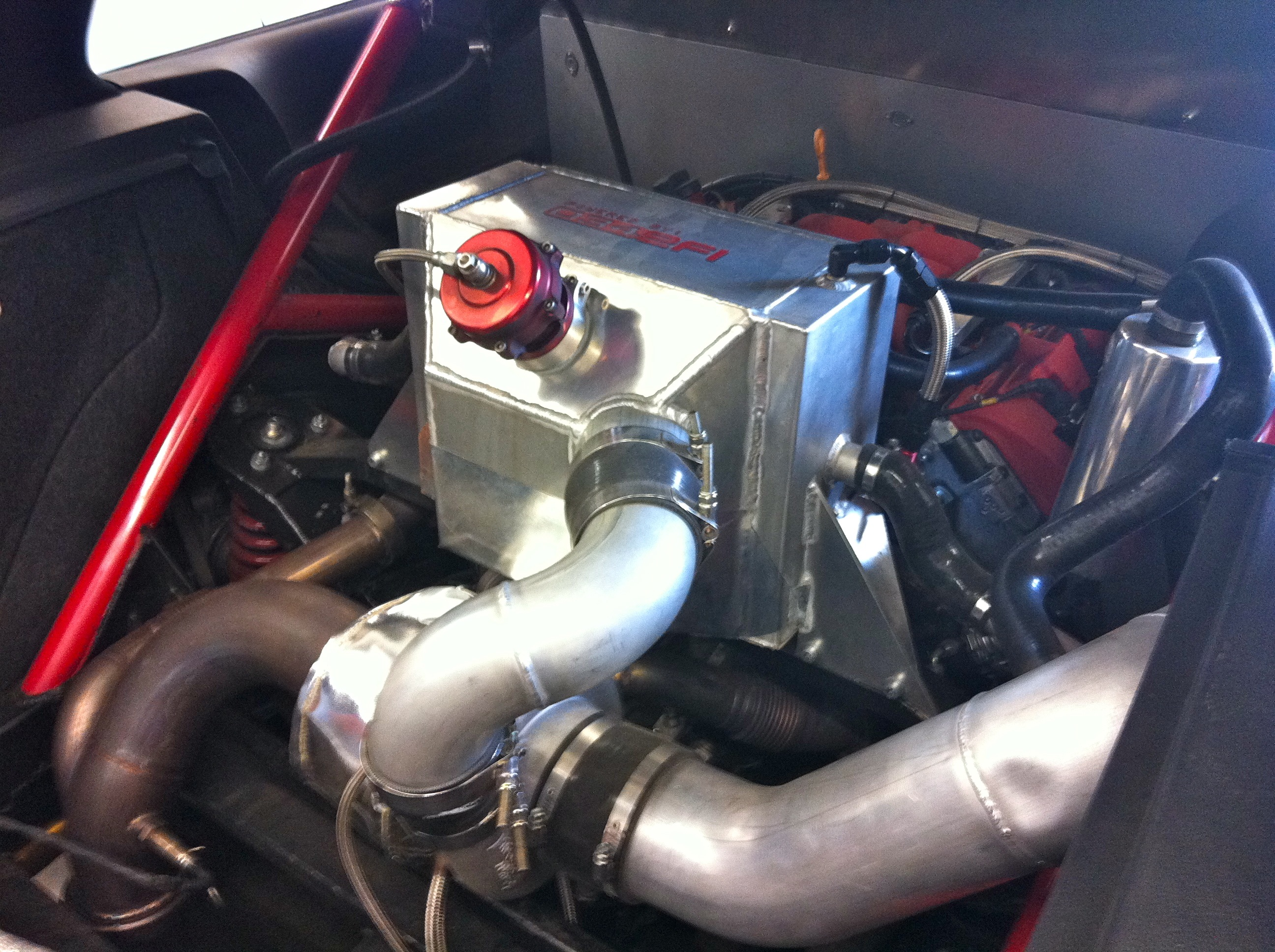
Intercooler

Un intercooler (échangeur air/air ou échangeur air/eau) est un dispositif de refroidissement de l'air sortant d'un compresseur et équipant les moteurs à combustion et explosion suralimentés.

## Principe

Diagramme de Clapeyron de différentes compressions P1→P2 dans un système ouvert.
Le refroidissement en deux étapes (tracé bleu) réduit le travail utile w_{u} fourni à l'air : le processus est plus économe en énergie et se rapproche de la compression idéale isotherme, mais l'efficacité énergétique est plus faible.

L'énergie que peut fournir un moteur croit en proportion de la quantité d'air qu'il avale, et le principe de la suralimentation est d'accroitre cette quantité d'air. Cela implique nécessairement une augmentation de la pression, mais un effet secondaire de la compression est d'augmenter en même temps la température, et par suite d'augmenter encore plus la pression qu'il serait nécessaire, avec plusieurs effets négatifs. D'abord le travail du compresseur est plus difficile donc l'efficacité de la compression est réduite, ensuite la pression dans le cylindre va varier en fonction de la température d'une façon forte et incontrôlable, avec des risques de cliquetis. 
L'intercooler est un dispositif de refroidissement intercalé entre le compresseur et l'admission, qui permet de réduire et stabiliser la température (et par suite la pression à l'entrée du moteur), ce qui contrecarre ces deux effets négatifs. En contrepartie de la chaleur est perdue, mais en quantité assez faible et en partie compensée par l'amélioration de la compression.

## Utilisation

### Véhicule terrestre
Dans un véhicule automobile, la compression de l'air d'admission par le turbocompresseur (ou compresseur mécanique selon le cas), provoque son échauffement, ce qui a pour effet de réduire sa densité, et donc, en partie, l'effet bénéfique de la suralimentation. L'intercooler sert à diminuer la température de l'air comprimé, admis dans le moteur, pour augmenter sa densité. Il s'agit généralement d'un radiateur, traversé par l'air comprimé par le turbocompresseur, qui est refroidi par le passage de l'air (échangeur air/air) ou de liquide (échangeur air/eau), qui le traverse.
Dans un véhicule, il est la plupart du temps placé à l'avant (aux côtés du radiateur du circuit de refroidissement), afin de bénéficier du flux d'air entrant par l'avant du véhicule en mouvement ; de ce fait, il finit par être perturbé par les insectes qui viennent se coller sur ses ailettes, ce qui nécessite son nettoyage régulier.

### Navires

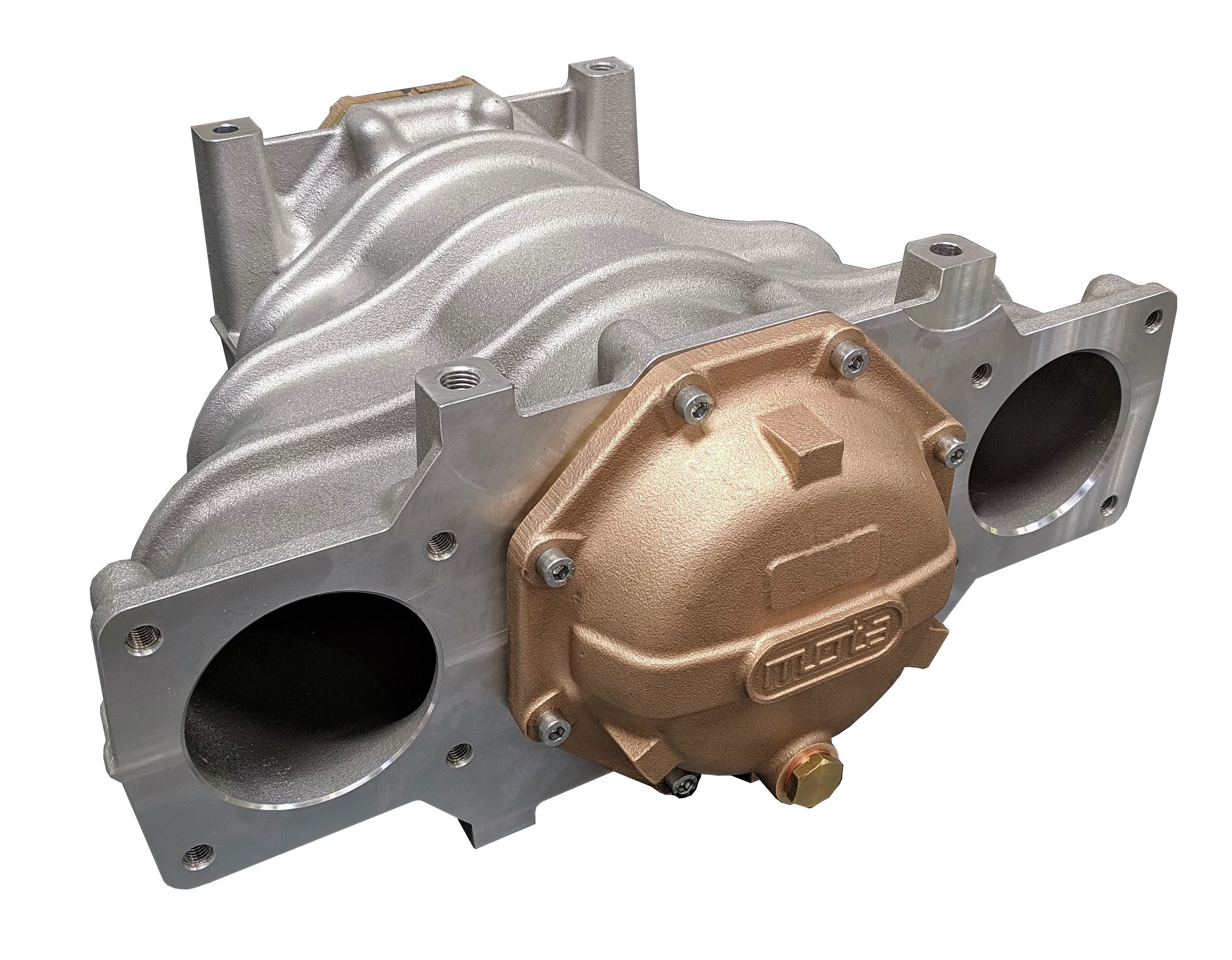
Intercooler marin avec technologie tubulaire

Dans les moteurs marins (ou dans des applications où de l'eau est disponible en abondance), l'eau de mer (ou l'eau douce disponible) est utilisée pour refroidir l'air de suralimentation (échangeur air/eau). En effet celle-ci est disponible à l'envi et a une température toujours bien inférieure à l'air ambiant dans la salle moteur qui n'autorise pas l'utilisation efficace d'un radiateur. Cette eau de mer est donc utilisée dans des intercoolers généralement de type tubulaire: l'eau de mer passe dans des tubes et l'air passe autour des tubes dans le corps de ces échangeurs de chaleur. Les matières utilisées pour résister à la corrosion de l'eau de mer sont généralement le cupro-nickel pour les tubes et le bronze pour les pièces de fonderie. Ce type d'échangeur permet un gain de place considérable par rapport à des radiateurs.